# C19orf73
C19orf73 (англ. Chromosome 19 open reading frame 73) – білок, який кодується однойменним геном, розташованим у людей на довгому плечі 19-ї хромосоми. Довжина поліпептидного ланцюга білка становить 129 амінокислот, а молекулярна маса — 13 750.
| 10         |  | 20         |  | 30         |  | 40         |  | 50         |
| ---------- |  | ---------- |  | ---------- |  | ---------- |  | ---------- |
| MRLKVGFQGG |  | GCFRKDALCL |  | EGGVSARWAR |  | APHSAPLRPP |  | RELHAAPPPA |
| TPTQTVVRPA |  | GFPRRTRLMV |  | RSAPPTQRPP |  | TGSGCVSGLW |  | RKGLGLRPQT |
| LLRVGSVVLS |  | SAPALRPRLG |  | PCLRPPPSD  |  |            |  |            |

A: Аланін

C: Цистеїн

D: Аспарагінова кислота

E: Глутамінова кислота

F: Фенілаланін

G: Гліцин

H: Гістидин

K: Лізин

L: Лейцин

M: Метіонін

P: Пролін

Q: Глутамін

R: Аргінін

S: Серин

T: Треонін

V: Валін